# فیلیپ مارکس
 فیلیپ مارکس (انگلیسی: Philipp Marx؛ زاده ۳ فوریهٔ ۱۹۸۲) یک تنیس‌باز اهل آلمان است.